# کومار ماهادیوا
کومار ماهادیوا (تامیلی: குமார் மகாதேவா) کارآفرین و مدیر اجرایی آمریکایی سری‌لانکایی‌تبار است، که در سال ۱۹۹۴ شرکت کوگنیزانت را تأسیس کرد. وی در فاصله سالهای ۱۹۹۴ تا ۲۰۰۳ مدیرعاملی کوگنیزانت را برعهده داشت.